# Felsőfenyves
Felsőfenyves (1899-ig Felső-Jedlova, szlovákul: Vyšná Jedľová, ukránul: Visnya Jadlova) község Szlovákiában, az Eperjesi kerület Felsővízközi járásában.

## Fekvése
Felsővízköztől 6 km-re északnyugatra, az Alacsony-Beszkidek északkeleti részén, 310 m magasan fekszik.

## Története
A falu 1559-ben keletkezett, amikor a makovicai váruradalom birtokosa, Serédy Gáspár birtokán új települést alapított és ide rutén pásztorokat telepített. Az új települést „Oroz Wyfalw” alakban említik először, a 16. században kis falucska volt. 1572-ben „Felsso Jedlowa”, 1618-ban „Felsö Iadlowa” néven szerepel, ekkor 4 háztartás volt a faluban. Névelőtagja Alsó-Jedlovától különböztette meg. A 16-17. században a makovicai uradalom tartozéka volt. 1713-1714-ben elnéptelenedett. 1786-ban 36 házában 224 lakosa élt.
A 18. század végén Vályi András így ír róla: „Alsó, és Felső Jedlova. Tót faluk Sáros Várm. földes Ura G. Aspermont Uraság, lakosai oroszok, legelője nagy, fája van, határja sovány.”
1828-ban 30 háza és 237 lakosa volt. Lakói főként mezőgazdasággal, állattartással foglalkoztak.
Fényes Elek 1851-ben kiadott geográfiai szótárában így ír a faluról: „Jedlova (Felső), orosz falu, Sáros vmegyében, a makoviczi uradalomban, Duplin fiókja: 11 r., 223 g. kath., 15 zsidó lak. Gör. anyaszentegyház.”
1920 előtt Sáros vármegye Felsővízközi járásához tartozott.
Mezőgazdasági jellegét később is megőrizte, de lakóinak egy része már a környék ipari üzemeiben és Kassán dolgozik.

## Népessége
| Év:            | 1994. | 2004.   | 2014.   | 2024.   |
| -------------- | ----- | ------- | ------- | ------- |
| Emberek száma: | 189   | 188     | 193     | 185     |
| Eltérés:       |       | -0,52 % | +2,65 % | -4,14 % |

| Év:            | 2023. | 2024.   |
| -------------- | ----- | ------- |
| Emberek száma: | 181   | 185     |
| Eltérés:       |       | +2,20 % |

1910-ben 226, túlnyomórészt ruszin lakosa volt.
2001-ben 173 lakosából 87 ruszin, 72 szlovák és 13 ukrán volt.
2011-ben 198 lakosából 103 szlovák és 80 ruszin.

## Nevezetességei
- Szent Kozma és Damján tiszteletére szentelt görögkatolikus templomát 1828-ban építették. 1921-ben és 1964-ben megújították.